# Erik Östlund
Erik Agne Östlund (ur. 23 września 1962 r.) – szwedzki biegacz narciarski, dwukrotny medalista mistrzostw świata.

## Kariera
Nigdy nie startował na zimowych igrzyskach olimpijskich. W 1985 roku wystartował na mistrzostwach świata w Seefeld in Tirol, gdzie wspólnie z Thomasem Wassbergiem, Thomasem Erikssonem i Gunde Svanem wywalczył brązowy medal w sztafecie 4x10 km. Dwa lata później, podczas mistrzostw świata w Oberstdorfie wraz z Wassbergiem, Svanem i Torgnym Mogrenem zdobył kolejny medal w sztafecie, tym razem złoty. Był to największy sukces w jego karierze. Na kolejnych mistrzostwach świata już nie startował.
Podczas mistrzostw świata juniorów w Murau w 1982 roku zajął drugie miejsce w biegu na 15 km, a w sztafecie zdobył złoty medal.
Najlepsze wyniki w Pucharze Świata uzyskał w sezonie 1985/1986, kiedy to zajął 4. miejsce w klasyfikacji generalnej. Tylko raz stanął na podium zawodów Pucharu Świata, na najniższym stopniu. W 1987 roku zakończył karierę.
Jego żona Marie-Helene Östlund oraz szwagier Håkan Westin także uprawiali biegi narciarskie.

## Osiągnięcia

### Mistrzostwa świata
| Miejsce | Dzień       | Rok  | Miejscowość | Konkurencja             | Czas biegu | Strata  | Zwycięzca     |
| ------- | ----------- | ---- | ----------- | ----------------------- | ---------- | ------- | ------------- |
| 32.     | 22 stycznia | 1985 | Seefeld     | 15 km stylem klasycznym | 40:42,7    | +4:03,0 | Kari Härkönen |
| 3.      | 24 stycznia | 1985 | Seefeld     | Sztafeta 4x10 km        | 1:52:21,0  | +40,8   | Norwegia      |
| 1.      | 21 lutego   | 1987 | Oberstdorf  | Sztafeta 4x10 km        | 1:38:04,6  | -       | -             |

### Mistrzostwa świata juniorów
| Miejsce | Dzień   | Rok  | Miejscowość | Konkurencja             | Wynik     | Strata | Zwycięzca         |
| ------- | ------- | ---- | ----------- | ----------------------- | --------- | ------ | ----------------- |
| 2.      | 3 marca | 1982 | Murau       | 15 km stylem klasycznym | 40:10,6   | +18,2  | Andriej Astaszkin |
| 1.      | ? marca | 1982 | Murau       | Sztafeta 3x10 km        | 1:23:52,1 | -      | -                 |

### Puchar Świata

#### Miejsca w klasyfikacji generalnej
- sezon 1982/1983: 53.
- sezon 1983/1984: 30.
- sezon 1984/1985: 14.
- sezon 1985/1986: 4.
- sezon 1986/1987: 46.

#### Miejsca na podium
| Nr | Dzień       | Rok  | Miejscowość | Konkurencja             | Czas biegu | Pozycja | Strata | Zwycięzca  |
| -- | ----------- | ---- | ----------- | ----------------------- | ---------- | ------- | ------ | ---------- |
| 1. | 11 stycznia | 1986 | La Bresse   | 30 km stylem klasycznym | ?          | 3       | ?      | Gunde Svan |